# Palača pravde
Palača pravde (rum. Palatul Victoria) je povijesna građevina na Trgu pobjede u Bukureštu. Izgrađena je 1937. godine i služi kao sjedište predsjednika Vlade i njegova ministarskog kabineta. Građena je prema zamisli Duilia Marcua, tadašnjeg studenta arhitekture u Bukureštu i diplomanta Pariške škole arhitekture. Svojom monolitnom strukturom odražava neoklasicističke obilježja gradnje, poput istaknutih portala, simetričnih i ravnih linija te uporabe kamena i mramora kao građevinskog materijala.
Pretrpjela je teška oštećenja tijekom njemačkog bombardiranja grada u Drugom svjetskom ratu, nakon čega je slijedila osmogodišnja obnova do 1952. godine, kad je ponovno otvorena za javnost. Tijekom komunističkog režima palača je bila sjedište Ministarstva vanjskih poslova i Vijeća ministara. Padom komunizma 1990-ih i proglašenjem rumunjske neovisnosti ponovno postaje sjedište Vlade i njezina predsjednika.
Pročelje zgrade krase geometrijski skladno oblikovane simetrične linije, koje se protežu cijelom duljinom pročelja dugog 100 metara. Na ulazu u palaču nalazi se portal sa stupovima časti i monumentalnim stubištem i širokim glavnim hodnikom. Unutar zgrade palače nalaze se dva zimska vrta okružena prostorijama otvorenog tlocrta. Na prvom katu nalazi se glavni salon veličine 700 kvadrata zajedno s recepcijom, dvoranom za sastanke (tzv. vijećnica), sobom za bal i galerijom časti za brojnim zrcalima i monumentalnim stupovima isklesanima u mramoru po uzoru na grčke stupove dorskog i jonskog reda. Na prvom katu nalaze se još i uredi predsjednika vlade i ministara.
Palača pravde 2004. godina poglašena je povijesnim spomenikom i zakonom zaštićena.